# Benigno de la Torre del Mar
Manuel Benigno de la Torre del Mar fue un hacendado, político peruano. Ocupó el cargo de Senador de la República del Perú en representación del departamento del Cusco durante 16 años. Fue yerno de Juan Manuel del Mar, quien ocupara la presidencia del Perú entre 1859 y 1860.
Fue miembro del Congreso Constituyente de 1860 por la provincia de Canas que sesionó entre julio y noviembre de 1860 durante el tercer gobierno de Ramón Castilla. Este congreso elaboró la Constitución de 1860, la séptima que rigió en el país y la que más tiempo ha estado vigente pues duró, con algunos intervalos, hasta 1920, es decir, sesenta años. Luego de expedida la constitución, el congreso se mantuvo como congreso ordinario hasta 1863.
En 1872 fue vocal de la Junta de Administrativa de la alcabala de la coca, institución bajo la tutela de la prefectura del Cusco, encargada de administrar el tributo impuesto a la hoja de coca.
Fue elegido senador por el departamento del Cusco entre 1872 y 1875, en 1878, de 1892 a 1893 y de 1895 a 1904.
En 1873, luego de la creación del departamento de Apurímac, apoyó junto con los diputados cusqueños Rufino Montesinos Ugarteche, José Manuel Ocampo y Benjamín Herencia Zevallos, que sea la ciudad de Abancay la capital de dicho departamento.
En su casa en el Portal de Panes de la Plaza de Armas del Cusco funcionó a fines del siglo XIX el Hotel Europa, uno de los primeros hoteles que funcionaron en la ciudad del Cusco. Fue también uno de los últimos propietarios del Palacio del Almirante, una de las principales casonas coloniales de la ciudad y que sus descendientes donaron a la Universidad Nacional San Antonio Abad del Cusco
Falleció en su vivienda en la ciudad de Lima el 9 de febrero de 1904 por fiebre tifoidea.